# Mount Fearon
Mount Fearon är ett berg i Östantarktis. Nya Zeeland gör anspråk på området. Toppen på Mount Fearon är 1 140 meter över havet, eller 92 meter över den omgivande terrängen. Bredden vid basen är 1,4 km.
Terrängen runt Mount Fearon är huvudsakligen kuperad, men åt nordväst är den platt.